# Limnephilus alaicus
Limnephilus alaicus là một loài Trichoptera trong họ Limnephilidae. Chúng phân bố ở miền Cổ bắc.